# Parachnopeziza variabilis
Parachnopeziza variabilis är en svampart som beskrevs av W.Y. Zhuang & K.D. Hyde 2001. Parachnopeziza variabilis ingår i släktet Parachnopeziza och familjen Hyaloscyphaceae.   Inga underarter finns listade i Catalogue of Life.